# Absolutamente
Absolutamente è un album di Fangoria, pubblicato dalla Warner Music.
L'album ha avuto differenti date di pubblicazione a seconda dei paesi; è stato pubblicato il 24 febbraio 2009 in Spagna, il 21 aprile 2009 in Messico e il 20 ottobre in Argentina.
Sono stati estratti come singoli i brani Más es más e La pequeña edad de hielo e ne è stata pubblicata una riedizione dell'album con contenuti più ricchi intitolata Completamente.

## Tracce
1. Las Walpurgis te van a llamar – 3:39
2. Lo poquito agrada y lo mucho cansa – 3:20
3. En el centro del universo – 4:36
4. Más es más – 3:57
5. Perdiendo los papeles otra vez – 4:18
6. Con los ángeles – 3:25
7. Absolutamente – 4:44
8. La pequeña edad de hielo – 3:47
9. Mi futuro sin ti – 4:40
10. Amanecer dorado – 3:27
11. Cabezas disecadas – 3:07
12. Gracias, pero no – 3:40
13. Ensayo para una despedida – 3:51

## Classifiche
| Classifica (2009) | Posizione raggiunta |
| ----------------- | ------------------- |
| Spagna            | 1                   |
| Messico           | 17                  |